# Ларищево (деревня)
Ларищево (бел. Ларышчава) — деревня в Рассветовском сельсовете Добрушского района Гомельской области Республики Беларусь.

## География
В 6 км на запад от районного центра Добруш и железнодорожной станции в этом городе, в 22 км от Гомеля. Около деревни расположена железнодорожная платформа Дударево.

### Водная система
Река Ипуть (приток реки Сож).

## Транспортная система
Транспортная связь по рядом расположенной автодороге Брянск — Гомель. В деревне 102 жилых дома (2004 год). Планировка состоит из дугообразной улицы с широтной направленностью. На юге проходит автомобильная и железная дороги. Застройка двухсторонняя, деревянными домами усадебного типа.

## История
По письменным источникам деревня известна с XVIII века как селение Ларище Речицкого повета Минского воеводства Великого княжества Литовского, во владении князей Чарторыйских. После 1-го раздела Речи Посполитой (1772 год) в составе Российской империи. В 1775 году в деревне находилась корчма, во владении фельдмаршала графа П.А. Румянцева-Задунайского. С 1834 года владение фельдмаршала графа И.Ф. Паскевича. В 1788 году в составе Гомельской волости Белицкого повета Могилёвской губернии. В 1816 году в Коренёвской экономии Гомельского имения. Через деревню проходила почтовая дорога из Новозыбкова в Белицу. В 1855 году имелись ветряная мельница, хлебозапасный магазин, церковь, школа грамоты.
С 8 декабря 1926 года по 30 декабря 1927 года является центром Ларищевского сельсовета Добрушского, с 4 августа 1927 года Гомельского, с 25 декабря 1962 года Добрушского районов Гомельского округа, с 20 февраля 1938 года Гомельской области.
В 1930 году организован колхоз «Ударник». В деревне находилась ветряная мельница.
Во время Великой Отечественной войны в августе 1941 года, в лесу, в 2 км на юго-запад размещался штаб 21-й армии. В октябре 1943 года оккупанты сожгли 109 дворов и убили 5 мирных жителей. Деревня освобождена 10 октября 1943 года.
В 1959 году в составе совхоза «Добрушский» с центром в деревне Рассвет. Работают начальная школа, библиотека, магазин.

## Население

### Численность
- 2004 год — 158 дворов, 358 жителей

### Динамика
- 1775 год — 37 дворов
- 1788 год — 330 жителей
- 1798 год — 362 жителя
- 1816 год — 87 дворов
- 1834 год — 96 дворов, 487 жителей
- 1880 год — 125 дворов, 642 жителя
- 1897 год — 154 двора, 977 жителей (согласно переписи)
- 1909 год — 180 дворов, 1180 жителей
- 1940 год — 170 дворов
- 1959 год — 754 жителя (согласно переписи)
- 2004 год — 158 дворов, 358 жителя